# Književnost u 1569.
◄◄ | ◄ | 1566. | 1567. | 1568. | 1569.  | 1570. | 1571. | 1572. | ► | ►►
Arhitektura • Astronomija • Glazba • Kazalište • Kiparstvo • Knjige • Književnost • Kršćanstvo • Medicina • Politika • Pravo • Promet • Slikarstvo • Znanost
Književnost u 1569.

## Hrvatska i u Hrvata

### Književna djela
- Planine Petra Zoranića

## Vanjske poveznice
|  | Zajednički poslužitelj ima još gradiva o temi Književnost u 1569. |